# 바론 게이슬러

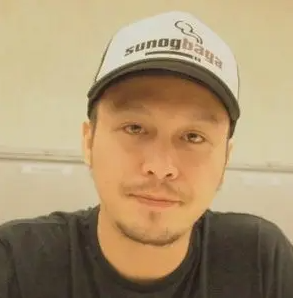

바론 게이슬러(Baron Geisler, 1982년 6월 5일 ~ )는 필리핀의 배우이다.
클라크 공군 기지에서 태어났다.

## 영화
- 알파 (2018년)
- 마'로사 (2016년)
- 빙의 (2013년)
- 진격의 냉장고 (2012년) - 딕 역
- 포로 (2012년)
- 이식 (2010년)
- 킴미 도라 (2009년)
- 마닐라 (2008년)
- 제이 (2008년)